# Salcia (Prahova)
Salcia è un comune della Romania di 1 198 abitanti, ubicato nel distretto di Prahova, nella regione storica della Muntenia.